# ストレッサー
ストレッサー（英: stressor）はストレス要因とも呼ばれ、生物に対してストレスを引き起こすと見なされる化学的または生物学的因子、環境条件、外部刺激あるいは出来事である。心理学的な観点からは、ストレッサーとは、個人にとって要求が厳しい、困難である、あるいは自身の安全を脅かすと認識されるような出来事または環境のことを指す。

## 分類と影響
ストレス反応を引き起こす可能性のある出来事または対象には、次のようなものがあげられる。
- 環境的ストレッサー（例：低体温または高体温、高い騒音レベル（英語版）、過度の照明、過密状態）。
- 日常的ストレス要因（例：交通渋滞、鍵の紛失、金銭的問題、身体活動の質や量の変化）。
- 人生 (en:英語版) の変化（例：離婚、死別）。
- 職場のストレッサー（例：高い職務要求と低い裁量、反復的・持続的な労働、ハラスメント、不自然な姿勢、職場環境の乱雑さ[3]）。
- 化学的ストレッサー（例：タバコ、アルコール、薬物）。
- 社会的ストレッサー（英語版）（例：社会的あるいは家庭内の要求）。

### ストレッサーの影響
ストレッサーは、生体内に身体的、化学的、精神的な反応を誘発することがある。身体的ストレッサーは、皮膚、骨、靭帯、腱、筋肉、神経に機械的な負荷を与え、組織の変形や極端な場合には組織の損傷を引き起こす。化学的ストレッサーもまた、代謝および組織修復に関連する生体力学的反応を引き起こす。身体的ストレッサーは苦痛もたらすだけでなく、作業遂行能力を低下させる可能性がある。極度な身体的負荷、あるいは連続した暴露間に十分な回復時間がとれない場合、慢性的な疼痛や医療的治療を要する機能障害が起こることがある。ストレッサーは、精神機能や認知機能にも影響を及ぼす可能性がある。精神的および社会的ストレッサーは、個人の行動や、物理的・化学的ストレッサーに対する反応の様式を変化させる可能性がある。
社会的・環境的ストレッサー、およびそれらに関連する出来事は、軽微なものから外傷性のものまで幅広いものがある。外傷的な出来事は、生体にとって非常に衰弱させるストレッサーとなりやすく、しばしば制御不能である。このような出来事は、個人のストレス対処資源を枯渇させ、それによる急性ストレス障害（ASD）、さらには心的外傷後ストレス障害（PTSD）の発症につながる可能性がある。虐待や迫害を受けたり、恐怖を経験した人は、ストレス関連障害の感受性が高い傾向がある。一般的に、ストレッサーとストレスの関係性は、本人あるいは心理学者によって評価・分析することができる。個人の対処資源を修復すると同時に、現在抱えているストレス状況に対する対処を支援するために、しばしば治療的介入が行われる。

## 心理的側面
ストレッサーは、個人が環境からの要求に対処できない場合に発生する（例：返済の見通しが立たない負債）。一般に、ストレッサーはさまざまな形態をとり、たとえば、トラウマ的な出来事、生活上の重圧、突発的な医療上の緊急事態、日常的な不都合などがあげられる。また、ストレッサーはさまざまな特性がある（例：持続時間、強度、予測可能性、制御可能性）。

### 心理的ストレスの測定方法
心理的ストレッサーは精神的健康に広範にわたり深刻な影響を及ぼす可能性があるため、それを測定するための指標の開発が重要である。代表的な心理的ストレスの測定ツールには次のようなものがある。
- 知覚されたストレス尺度（英語版）（PSS）： 米国の心理学者シェルドン・コーエン（英語版）により開発された伝統的なリッカート尺度である[9]。
- 社会的再適応評定尺度（英語版）（SRRS）： 「ホームズ-レイのストレス尺度」とも呼ばれ[10]、ストレッサーに事前定義された数値を割り当てる。

## 生理的反応
心的外傷的な出来事や、身体に対する急激なショックは、急性ストレス反応障害（ASD）を引き起こすことがある。ASDの発症するリスクは、受けたショックの強度に依存する。そのショックが一定期間にわたって持続し、一定の限度を超えた場合には、ASDは心的外傷後ストレス障害（PTSD）へと進行することがある。個体が経験するストレス量を軽減するために、生体には主に2つの生物学的反応機構が存在する。

### 内分泌系の応答
第一の機構は、ストレッサーに対抗するためにストレスホルモンを分泌するものである。このホルモンは、生体が急激なストレス事象に遭遇した際に迅速に対応できるよう、体内にエネルギー貯蔵を準備させる役割を担う。
ストレッサーが生体内の生理的経路に影響を及ぼす典型的な仕組みの一つは、次のようなホルモン連鎖によって説明される。まず、ストレッサーの認知により視床下部が刺激を受けると、副腎皮質刺激ホルモン放出因子（CRF、コルチコトロピン放出因子）が分泌され、これが下垂体に作用して副腎皮質刺激ホルモン（ACTH）の放出を誘導する。ACTHは血流を介して副腎皮質に達し、そこからストレスホルモン（例：コルチゾール）が分泌される機構がある。これらのストレスホルモンは血流によって全身の関連臓器、たとえば分泌腺、心臓、消化管などに運ばれ、いわゆる闘争・逃走反応を引き起こす。また、この主経路とは別に、ストレッサーが視床下部に到達した後に、交感神経系を介して反応が生じる経路もある。この経路では、最終的に副腎髄質が刺激を受け、そこからアドレナリン（エピネフリン）が分泌される。

### 細胞レベルの応答
第二の機構は、細胞レベルの応答で、状況に応じて、個体の細胞が負のストレッサーに対抗するために、より多くのエネルギーを獲得するよう調整される。この過程では、細胞が本来担っていた他の活動を一時的に停止し、ストレスへの対応に資源を集中させることもある。

## 予測可能性と制御可能性

### 心理的影響
ある出来事について事前に情報を得ている場合、そうでない場合と比べて、その出来事がストレッサーとして及ぼす影響の大きさは軽減される。たとえば、ある人が締め切りを事前に知っていればそれに備えることができるが、当日に突然知らされた場合はそれができない。このように、締め切りを前もって知っていることで、その人が感じるストレスは軽減される。しかし当日に初めて締め切りを知った人のストレスはより高いだろう。心理学者による実験では、被験者に選択の機会が与えられた場合、人々は予測可能なストレッサーを選ぶ傾向があることが示された。予測可能性の欠如によって生じる病理的反応は、救急医療、軍事防衛、災害対応などの、高い不確実性にさらされる分野に従事する人々の一部に見られる。
加えて、ストレッサーをどの程度制御できるかも、個人がストレスをどう受け止めるかに影響を及ぼす要因である。研究によれば、個人がストレッサーをある程度制御できる場合、ストレスのレベルは低下する。この研究では、環境を制御できない状況に置かれた被験者は、時間の経過とともに不安や苦痛を強く感じることが示された。たとえば、入浴を嫌う人物が入浴を強いられ、その際に湯の温度すら制御できない状況であれば、不安やストレスは増大する可能性がある。逆に、自分で調整できるなど、環境に対する制御が可能であれば、不安やストレスは軽減される。
このような予測可能性と制御可能性という2つの原則に基づき、個人のストレッサーに対する選好を説明しようとする2つの仮説が提唱されている。後続する準備反応仮説と安全仮説である。

## 仮説モデル

### 準備反応仮説
この仮説の基本的な考え方は、ある出来事について事前に知らされていれば、生物はそれに向けて、（生理学的・生物学的な）準備を行うことができ、その出来事の不快さを軽減できるというものである。たとえば試験のような潜在的ストレッサーがいつ起こるかをあらかじめ知っていれば、事前に備えることができ（理論的には）、それによって当日のストレスを軽減することが可能になる。

### 安全仮説
この仮説では、時間的経過を「安全な期間」（ストレッサーが存在しない）と「安全でない期間」（ストレッサーが存在する）の2つに区分する。この仮説は、試験準備の先延ばしや一夜漬け（詰め込み学習）に類似している。たとえば、試験の数週間前という「安全期間」には個人はリラックスしていて、不安も少ない。これに対して、試験の前日あるいは前夜という「安全でない期間」になると、不安や緊張は急激に高まる。前述の例のように、時間的な区分がストレッサーの認識や心理的反応に影響を与える点を、この仮説は示唆する。

## 推薦文献
- Work-Related Musculoskeletal Disorders: Report, Workshop Summary, and Workshop Papers. Washington, D.C.: National Academies Press. (1999-03-11). doi:10.17226/6431. ISBN 978-0-309-06397-5